# 과산화 수소
과산화 수소(過酸化水素, hydrogen peroxide, H2O2)는 투명하게 푸르스름한 산소와 수소의 화합물로서 수용액에서는 거의 투명하게 보인다.

## 제법
과산화 바륨에 황산을 작용시켜 얻는다.
BaO2 + H2SO4 → BaSO4 + H2O2

## 성질
공기 중에서 물과 산소로 분해된다.
2 H2O2 → 2 H2O + O2 + 에너지
과산화수소는 생물체 안에서 퍼록시레독신이란 효소에 의해 조절되어 생명활동을 돕는다. 적은 양이 존재할 경우 생명 활동은 둔화되며, 과다한 양이 존재할 경우 생물체는 괴사한다. 이 균형을 퍼록시레독신 효소가 조절한다. 강한 산화성이 있으며, 주로 면이나 그 밖의 직물, 목재 펄프 등을 표백할 때 쓰이나 로켓 추진 연료, 화장품, 의약품을 만들 때에도 쓰인다.

## 로켓
과산화수소는 액체로켓의 연료로 사용된다. 국제우주정거장에 우주비행사를 수송하는 소유즈 우주선은 과산화수소 자세제어 로켓을 사용하는데, 우주에서 200일이내에 사용해야 하며, 그 이후에는 농도가 옅어져서 자세제어 기능을 상실한다.
2003년 5월 13일 권세진 한국과학기술원 항공우주공학과 교수팀은 한국과학기술원 풍동실험실에서 과산화수소 실험을 하다 폭발사고로 연구원 조정훈(사고당시 25세) 석사가 사망했다. 폭발사고는 다른 예혼합 가스통에서 발생한 것으로 과산화수소와는 무관하였다. 사후에 명예박사를 수여하고, ‘조정훈 학술상’을 제정했다. 2010년, 권세진 교수 연구팀은 과산화수소를 사용하는 LKR-1 로켓을 개발했다. 한국형 달 탐사선이 지구와 달 사이를 오갈 때 사용하는 추진로켓이다. LKR-1 엔진은 과산화수소를 쓰기 때문에 친환경적이고, 개발 비용이 기존 로켓 엔진의 30~40%에 불과하다. 미국 엔진은 하이드라진이라는 독성이 강한 발암물질을 다루고 연소 부산물을 정화하는 시설이 필요해 제작, 시험에 1억달러(1100억여원)가 드는데, LKR-1은 3000만~4000만달러(330억~440억여원)면 충분하다.

## 레이저포
염소(Cl) 기체와 과산화수소를 혼합하면 몇 분의 1초 사이에 화학반응을 일으켜 높은 에너지를 가진 단일항 산소 분자(O2)가 만들어진다. 압축 질소를 이용해 이 산소 분자를 요오드 기체 속으로 밀어 넣어 섞으면 산소의 에너지가 요오드 분자로 전이되면서 적외선 영역에서 레이저가 만들어진다. 이를 화학 산소 요오드 레이저(Chemical oxygen iodine laser, COIL)라고 한다. COIL 레이저는 1977년 필립스 연구소에서 개발되었으며, 군용 레이저포에 사용된다. 보잉 YAL-1 참조.